# Fabian Gerhardt
Fabian Gerhardt (* 25. August 1971 in Berlin) ist ein deutscher Regisseur, Schauspieler und Autor.

## Leben
Fabian Gerhardt wurde als Sohn des Hörspielregisseurs Ulrich Gerhardt und der Schauspiellehrerin Eike Steinmetz-Gerhardt in Berlin geboren. Nach dem Abitur besuchte er die Hochschule für Musik und Theater Hannover, heute die Hochschule für Musik, Theater und Medien Hannover. Danach war er ab 1995 als Schauspieler am Schauspiel Leipzig engagiert, wechselte 1998 ans Bremer Theater und war von 2000 bis 2004 unter der Intendanz von Wilfried Schulz am Schauspiel Hannover engagiert. Danach arbeitete er freischaffend an verschiedenen Theatern.
Seit 2010 ist er hauptsächlich als Regisseur tätig.
In Hannover spielt Gerhardt seit 2001 den Comedyabend „Die Frau wird schöner mit jedem Glas Bier“ im Theater am Küchengarten, der sich satirisch mit der Lyrik und Musik der Band Truck Stop auseinandersetzt.

## Inszenierungen (Auswahl)
- 2010 Die Insel von Athol Fugard, Staatsschauspiel Dresden
- 2012 Ein Sommernachtstraum von William Shakespeare, Staatsschauspiel Dresden
- 2013 Burn Baby Burn von Carine Lacroix, Deutsches Theater (Berlin)
- 2013 Kaspar von Peter Handke, Hans Otto Theater Potsdam
- 2014 Punk Rock von Simon Stephens, Schauspiel Frankfurt
- 2014 Wunderland nach Franz Kafka/Lewis Carroll, Universität der Künste Berlin
- 2015 Szenen der Freiheit von Jan Friedrich, Deutsches Theater Berlin
- 2016 Affe von Fabian Gerhardt/John von Düffel, Musik: Peter Fox, Neuköllner Oper Berlin
- 2017 Arc de Triomphe von Erich Maria Remarque, Schauspielhaus Bochum
- 2017 Wie man unsterblich wird von Sally Nicholls, Hans Otto Theater Potsdam[1]
- 2018 Der Entertainer von John Osborne, Theater am Kurfürstendamm
- 2018 Denkwürdigkeiten eines Nervenkranken von Daniel Paul Schreber, Schauspielhaus Bochum
- 2018 Die Ermordung des Kaisers Elagabal von Giorgi Jamburia, Universität der Künste Berlin / Hans-Otto-Theater Potsdam
- 2018 Seuche von Jamburia / Werner, Universität der Künste Berlin / Theaterdiscounter Berlin
- 2018 Die Weise von Liebe und Tod von Viktor Ullmann/Rainer Maria Rilke, Neuköllner Oper Berlin
- 2018 Der kleine dicke Ritter von Robert Bolt, Schauspiel Frankfurt
- 2019 Die Fleisch (nach der Oper Ayame) von Kosaku Yamada, Neuköllner Oper Berlin
- 2019 Schamparadies von Sina Ahlers, Universität der Künste Berlin / Hans-Otto-Theater Potsdam
- 2019 Neun Tage wach von Eric Stehfest, Neuköllner Oper Berlin
- 2020 Iron Curtain Man von Lars Werner und Fabian Gerhardt, Neuköllner Oper Berlin
- 2020 Maß für Maß - White Lies von Stefan Wipplinger nach William Shakespeare, Theaterdiscounter Berlin
- 2021 Weltclubhauptstadt von Fabian Gerhardt, TD Berlin
- 2022 Der zerbrochne Krug von Heinrich von Kleist, ETA Hoffmann Theater Bamberg
- 2023 Radioland von Fabian Gerhardt und Lars Werner, Neuköllner Oper Berlin
- 2024 Anna und Eve von Marie Kilg, Neuköllner Oper Berlin
- 2025 Verbrechen/Tanatas Teeschale nach Ferdinand von Schirach, Neuköllner Oper Berlin

## Bearbeitungen und Stücke
- 2002 Der Schaum der Tage von Boris Vian, Hörspiel Südwestrundfunk
- 2006 Nachtschwestern, Musik Burkhard Niggemeier, Palmengarten Leipzig
- 2008 Der letzte Band nach A Closed Book von Gilbert Adair, Schauspiel Hannover
- 2014 Wunderland (mit Stefan Wipplinger und Heidi Fuchs) nach Franz Kafka/Lewis Carroll, Universität der Künste Berlin
- 2015 Othello – I Know I’m Not The Only One (mit Stefan Wipplinger) nach William Shakespeare, Theaterdiscounter Berlin[2]
- 2015 3000 Euro von Thomas Melle, Hans Otto Theater Potsdam
- 2016 Affe (mit John von Düffel), Musik Peter Fox, Neuköllner Oper Berlin[3]
- 2017 Arc de Triomphe von Erich Maria Remarque (mit Stefan Wipplinger), Schauspielhaus Bochum[4]
- 2017 Wie man unsterblich wird von Sally Nicholls, Hans Otto Theater Potsdam
- 2018 Denkwürdigkeiten eines Nervenkranken von Daniel Paul Schreber (mit Stefan Wipplinger), Schauspielhaus Bochum
- 2020 Iron Curtain Man (mit Lars Werner), Neuköllner Oper Berlin
- 2021 Im Zug nach Nirgendwo (mit Roland Gerhardt), Deutschlandfunk/Westdeutscher Rundfunk Köln
- 2021 Weltclubhauptstadt, TD Berlin
- 2022 Miras Kitkat, rbb Kultur
- 2023 Radioland (mit Lars Werner), Neuköllner Oper Berlin
- 2023 Berlin Hymnen, rbb Kultur
- 2024 Lehrerzimmer (mit Burkhard Niggemeier), Schlosstheater Celle
- 2025 Verbrechen/Tanatas Teeschale nach Ferdinand von Schirach, (mit Kamil Demian und Wolfgang Böhmer)

## Theater (Auswahl)
- 1995: Valmont in Quartett von Heiner Müller, Regie: Peter Hommen, Hochschule für Musik, Theater und Medien Hannover
- 1996: Tellheim in Minna von Barnhelm von Gotthold Ephraim Lessing, Regie: Armin Petras, Schauspiel Leipzig
- 1996: Lenz in Lenz von Georg Büchner, Regie: Peter Kastenmüller, Schauspiel Leipzig
- 1997: Pentheus in Die Bakchen von Euripides, Regie: Herbert König, Schauspiel Leipzig
- 1998: Wurm in Kabale und Liebe von Friedrich Schiller, Regie: Thomas Bischoff, Theater Bremen
- 1999: Hale in Hexenjagd von Arthur Miller, Regie: Konstanze Lauterbach, Theater Bremen
- 2000: Raspe in Irre von Rainald Goetz, Regie: Jossi Wieler, Schauspiel Hannover
- 2001: Horatio in Hamlet von William Shakespeare, Regie: Nicolas Stemann, Schauspiel Hannover
- 2002: Victor in Victor oder Kinder an der Macht von Roger Vitrac, Regie: Barbara Bürk, Schauspiel Hannover
- 2003: K in Der Process von Franz Kafka, Regie: Peter Kastenmüller, Staatstheater Meiningen
- 2003: Fridolin in Traumnovelle von Arthur Schnitzler, Regie: Sebastian Baumgarten, Staatstheater Meiningen
- 2004: Macbeth in Macbeth von William Shakespeare, Regie: Krzysztof Warlikowski, Schauspiel Hannover
- 2005: Soljoni in Drei Schwestern von Anton Tschechow, Regie: Jürgen Gosch, Schauspiel Hannover
- 2005: Carlos in Clavigovon Johann Wolfgang von Goethe, Regie: Martin Pfaff, Deutsches Theater (Berlin)
- 2006: Er in Berlin ein Meer des Friedens von Einar Schleef, Regie: Sebastian Baumgarten, Maxim-Gorki-Theater
- 2007: Faust in Faust von Johann Wolfgang von Goethe, Regie: Sebastian Baumgarten, Schauspiel Hannover
- 2008: Soranzo in Schade, dass sie eine Hure war von John Ford, Regie: Peter Kastenmüller, Schauspiel Frankfurt
- 2009: Mord im Burgtheater von Ivan Stanev, Regie: Ivan Stanev, Volksbühne am Rosa-Luxemburg-Platz
- 2011: Johannes Vockerath in Einsame Menschen von Gerhart Hauptmann, Regie: Julia Hölscher, Staatsschauspiel Dresden
- 2011: Charley Johnson in Lady In The Dark von Kurt Weill, Regie: Matthias Davids, Staatsoper Hannover
- 2012: Jack Lawson in Race von David Mamet, Regie: Burkhard C. Kosminski, Staatsschauspiel Dresden
- 2016: Springer in Die verkaufte Braut von Bedřich Smetana, Regie: Martin G. Berger, Staatsoper Hannover
- 2018: Der Graf / Jericho in Kinder des Paradieses von Jacques Prévert und Marcel Carné, Regie: Ola Mafaalani, Berliner Ensemble
- 2021: Erzähler in Schauinsland von Jan Dvorak und Pamela Carter, Regie: Thomas Fiedler, Theater Freiburg
- 2022: Schub in Pfeifen kann doch jeder von Stephen Sondheim, Regie: Martin G. Berger, Mecklenburgisches Staatstheater Schwerin

## Hörspiele und Radiofeatures (Auswahl)
- 1993: GFRG - Autor: Carl Einstein - Regie Ulrich Gerhardt, Bayerischer Rundfunk
- 1996: Herr der Fliegen - Autor: William Golding - Regie: Joachim Staritz, Mitteldeutscher Rundfunk
- 2002: Der Schaum der Tage - Autor: Boris Vian - Regie: Ulrich Gerhardt, Südwestrundfunk
- 2006: Caruso duscht - Autor: David Gieselmann - Regie: Thomas Wolfertz, Westdeutscher Rundfunk Köln
- 2007: Hospital FM - Autoren und Regie: Gunnar Luetzow und Ingo Kottkamp, DeutschlandRadio Berlin
- 2009: Das Haus - Autor: Mark Z. Danielewski - Regie: Martin Zylka, WDR
- 2010: Der Einsturz zu Köln - Autor: Peter Meisenberg - Regie: Martin Zylka, WDR
- 2010: Tödliche Intrige – Autor: Arnaldur Indriðason – Regie: Anja Herrenbrück, WDR
- 2011: Grabesgrün - Autorin: Tana French - Regie: Martin Zylka, WDR
- 2011: Vergebung - Autor: Stieg Larsson - Regie: Walter Adler, WDR
- 2013: Darknet - Autor: Daniel Suarez - Regie: Petra Feldhoff, WDR
- 2015: Ich als Großprojekt - Autor: Till Müller-Klug - Regie: Thomas Wolfertz, WDR
- 2017: Yoga im System - Autor: Peter Kaiser - Regie: Claudia Johanna Leist, WDR
- 2020: Rojava - Autor: Matthias Naumann - Regie: Matthias Naumann, Johannes Wenzel, WDR
- 2021: Im Zug nach Nirgendwo - Autoren und Regie: Fabian Gerhardt und Roland Gerhardt, Deutschlandfunk/Westdeutscher Rundfunk Köln
- 2022: Miras Kitkat, Autor und Regie: Fabian Gerhardt, rbb Kultur
- 2023: Berlin Hymnen, Autor und Regie: Fabian Gerhardt, rbb Kultur

## Lehrtätigkeit
- 2009 bis 2013 Hochschule for Musik und Theater Leipzig Studio Dresden, Lehraufträge für Szenenstudien
- seit 2012 Universität der Künste Berlin, Lehraufträge in den Studiengängen Schauspiel und Szenisches Schreiben
- SS 2013 Universität der Künste Berlin, Gastprofessur für szenischen Unterricht, Studiengang Schauspiel
- SS 2014 Universität der Künste Berlin, Gastprofessur im Studiengang Szenisches Schreiben
- WS 2014/2015 Universität der Künste Berlin, Gastprofessur für szenischen Unterricht, Studiengang Schauspiel
- 2016 bis 2018 Filmuniversität Babelsberg Konrad Wolf, Lehraufträge für Szenenstudien
- SS 2018 Universität der Künste Berlin, Gastprofessur für szenischen Unterricht, Studiengang Schauspiel
- 2019 Universität der Künste Berlin, Studiengang Schauspiel: Leitung des Abschlussvorsprechens
- 2020 bis 2022 Hochschule für Musik, Theater und Medien Hannover Lehraufträge im Studiengang Schauspiel
- 2023 Universität der Künste Berlin, Studiengang Schauspiel: Leitung des Abschlussvorsprechens
- seit 2023 Universität der Künste Berlin, Lehraufträge im Studiengang Experimentelle Musik
- SS 2024 Universität der Künste Berlin, Gastprofessur für szenischen Unterricht, Studiengang Schauspiel
- 2025 Universität der Künste Berlin, Studiengang Schauspiel: Leitung des Abschlussvorsprechens

## Filmografie (Auswahl)
- 2002: Im Schatten der Macht, Regie: Oliver Storz, ARD
- 2005: Still On Earth, Regie: Burhan Qurbani, Filmakademie Baden-Württemberg
- 2012: Notruf Hafenkante – Die Zeugin, Regie: Thomas Jahn, ZDF
- 2012: Soko Leipzig, Regie: Patrick Winczewski, ZDF
- 2013: Soko Wismar, Regie: Samira Radsi, ZDF
- 2015: Der Bankraub, Regie: Urs Egger, ZDF
- 2015: Spreewaldkrimi Regie: Christian Görlitz, ZDF
- 2016: Verdächtige, Regie: Sven Fehrensen, RTL
- 2017: Schwarz & Schwarz, Regie: Rainer Kaufmann, ZDF
- 2017: Dogs of Berlin, Regie: Christian Alvart, NETFLIX
- seit 2022: Nächste Ausfahrt Glück (Fernsehreihe), Regie: Esther Gronenborn, Peter Stauch, ZDF
  - 2022: Der richtige Vater
  - 2022: Song für die Freiheit
  - 2023: Familienbesuch
  - 2023: Katharinas Entscheidung
  - 2024: Übers Ziel hinaus
  - 2024: Endlich ich
  - 2025: Weg zur Wahrheit
  - 2025: Abschied
- 2023: SOKO Potsdam (Fernsehserie, Folge Bauernopfer)

## Auszeichnungen
- 1995 Darstellerpreis auf dem Schauspielschultreffen in Stuttgart
- 2002 Berliner Theatertreffen mit „Hamlet“, Regie: Nicolas Stemann
- 2006 Berliner Theatertreffen mit „Drei Schwestern“, Regie: Jürgen Gosch
- 2011 Einladung zum Kaltstart-Festival mit „Die Insel“
- 2014 Ensemblepreis beim Schauspielschultreffen in München mit „Kaspar“
- 2015 Ensemblepreis, Zuschauerpreis und Darstellerpreise beim Schauspielschultreffen in Bochum mit „Wunderland“
- 2018 Darstellerpreis beim Schauspielschultreffen in Graz mit "Elagabal"